# Cyrtonota lurida
Cyrtonota lurida (лат.) — вид жука щитоносоки (Cyrtonota) из семейства листоедов. Обитает в Колумбии, Центральная Америка.

## Внешность
- Длина: 12.78 мм
- Ширина: 10.72 мм
- Длина переднеспинки: 2.85
- Ширина переднеспинки: 6.72
- Отношение длины к ширине: 1.19
- Ширина/длина переднеспинки: 2.36

Измеряется на одном образце.
Тело субтриангулярное по очертаниям, вершина надкрылий округлая. Переднеспинка, включая передний край черного цвета, с каждой стороны округлая область, покрыта длинными золотистыми сеточками. Щиток черный. Надкрылья умбры, покрыты золотистыми волосками; плечевые кости, шов и полный край черные. Нижнюю сторону надкрылий подчеркивает край черного цвета. Голова и клипея черные, за исключением небольшого участка ржавого цвета на лобке. 1-й Сегмент антенны смолянисто-черный, сегменты 2-4 и вставка антенны ржавого цвета, остальные сегменты черные. Ноги совершенно черные. Грудная клетка и брюшко черные, последние три брюшных сегмента с небольшими пятнами ржавого цвета по бокам. Вентриты без металлического блеска.
Переднеспинка почти полукруглая с закругленными передними и тупыми задними углами, в 2,4 раза шире, с максимальной шириной посередине, бока плавно сходящиеся сзади, передний край мелко выемчатый. Диск переднеспинки слегка выпуклый, блестящий, срединная линия голая, нечеткая, микроретикулярная, с неглубоким базальным оттиском. Наклон диска и отпечаток поясного края с каждой стороны покрыты почти круглый, с золотистой волосистой областью. Оставшаяся область поясного края с редкими волосками плотно прилегает к его поверхности.
Щиток небольшой, треугольный, гладкий, тусклый, непунктирующий и микрорезистентный. Основание надкрылий отчетливо шире переднеспинки, плечевые кости не выступают вперед, плечевые углы широко скруглены. Диск надкрылий с умеренно высоким постскутеллярным подъемом и отчетливым отпечатком в постскутеллярной области каждого надкрылья. Надкрылья в профиле умеренно угловатые. Пункция диска совершенно нерегулярная. Ямки умеренно крупные, грубые. Плечевой каллус импунктат, надкрыльевые углы с импунктатными участками. Поверхность диска кажется грубой, с отпечатком на заднем склоне каждого надкрылья и тусклым. Вся поверхность с плотными, умеренно длинными, жесткими выемками.
Клипеус, вентриты и ноги без диагностических признаков. Соотношение длин сегментов антенны: 100:62:63:59:55:50:60:63:59:67:123.
Эдеагус ржаво-коричневого цвета, вершина выгнута в боковом направлении, слегка выступающая, трубка не сужается от основания, равной ширины до 3/4 длины.